# Intent de cop d'estat a Espanya de 1929

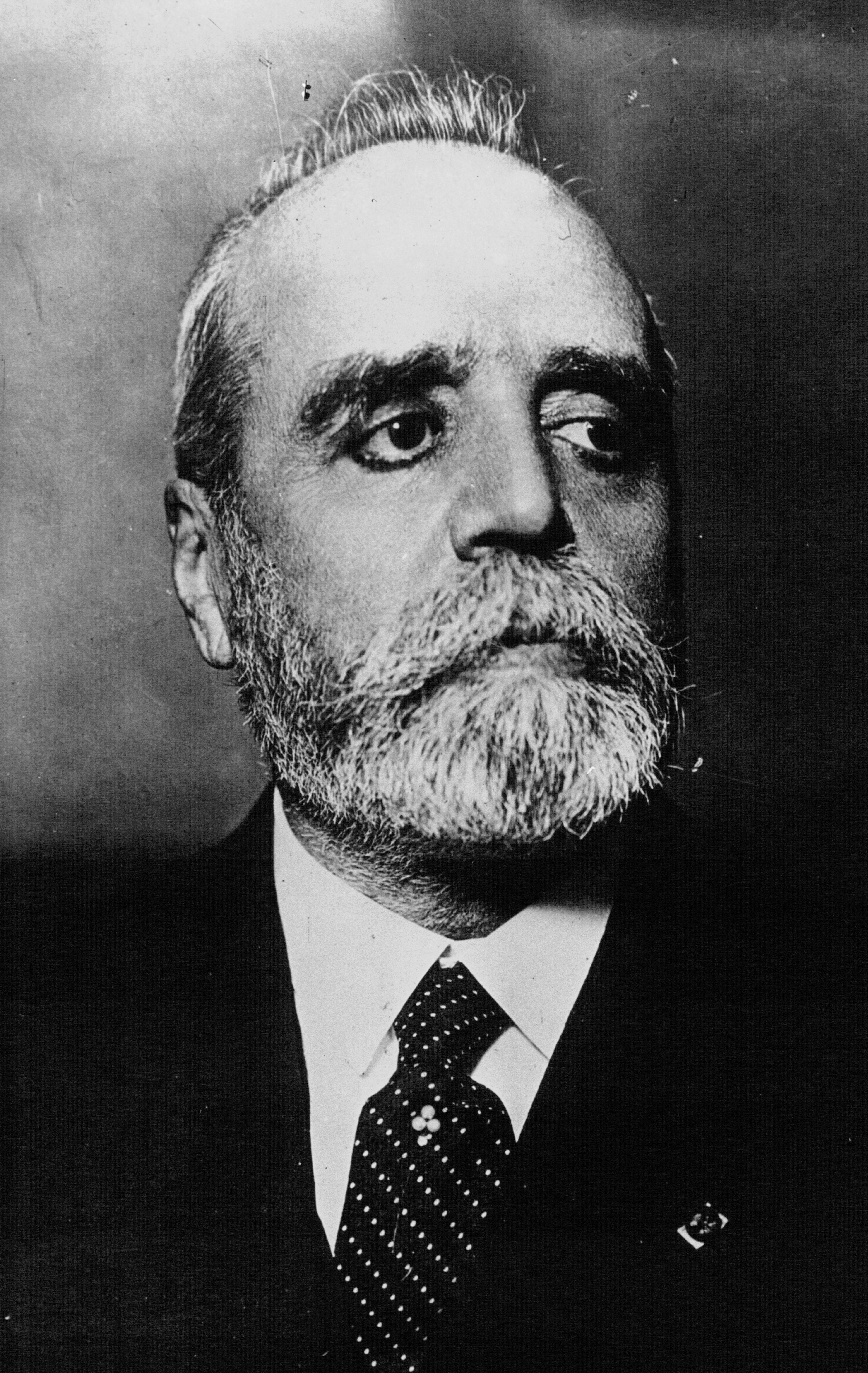
José Sánchez Guerra el 1932

El cop d'estat del 1929 a Espanya fou un intent fracassat d'acabar a la dictadura de Primo de Rivera, instaurada mitjançant un altre cop d'estat. Va ser el gener de 1929 i el principal promotor va ser el polític conservador José Sánchez Guerra.

## Antecedents
En la segona etapa de la Dictadura de Primo de Rivera, coneguda com el Directori civil (1925-1930), diversos generals i oficials de l'exèrcit van mostrar-se disconformes amb les decisions polítiques. El primer conflicte va protagonitzar-lo el Cos d'Artilleria, que estava en desacord amb l'escala oberta d'ascens (és a dir, ascens no només per antiguitat sinó també per mèrits) acordada per la Dictadura. La resposta de Primo de Rivera va ser, primer, suspendre tots els oficials de l'artilleria el setembre de 1926 i, després, dissoldre-la. El rei Alfons XIII va intentar intervenir en el conflicte proposant una mena de pacte entre cavallers, però Primo de Rivera s'hi va oposar radicalment, amenaçant amb dimitir i recordant-li al monarca que l'exèrcit estava sota el seu comandament. La dissolució de l'Artilleria va suscitar la solidaritat d'altres militars amb els artillers,tot i que inicialment havien mostrat suport a l'escala oberta d'ascens. L'acceptació final de la dissolució de l'Artilleria per part del rei va ser interpretada com un acte de connivència entre Alfonso XIII i Primo de Rivera. Com diu la historiadora Genoveva García Queipo de Pla, "des de llavors, un sector important de l'exèrcit va adoptar la postura republicana". Además, "el conflicto... acentuó el progresivo distanciamiento del rey" respecto de Primo de Rivera.
El primer intent de cop d'estat per derrocar la Dictadura va ser la Santjuanada. Es deia així perquè estava prevista el 24 de juny de 1926. En la conspiració van participar-hi els generals liberals Valeriano Weyler i Francisco Aguilera i Egea, amb destacats membres de la "vella política" com el reformista Melquiades Álvarez.
Al cap de pocs mesos va haver-hi els fets de Prats de Molló, un intent d'invasió d'Espanya des del Rosselló dirigit pel President de la Generalitat de Catalunya i antic militar, Francesc Macià i pel seu partit, Estat Catalá, en el qual hi van col·laborar grups anarcosindicalistes catalans de la CNT.
Tal com ha destacat l'historiador Santos Juliá, els intents de cop d'estat eren una novetat que havia legitimat la pròpia Dictadura -ara era lícit fer servir la força militar (a la vella manera) per derrocar un govern i canviar un règim– i "en aquest sentit, la dictadura va ser com una tornada a la política del segle XIX".

## La conspiració

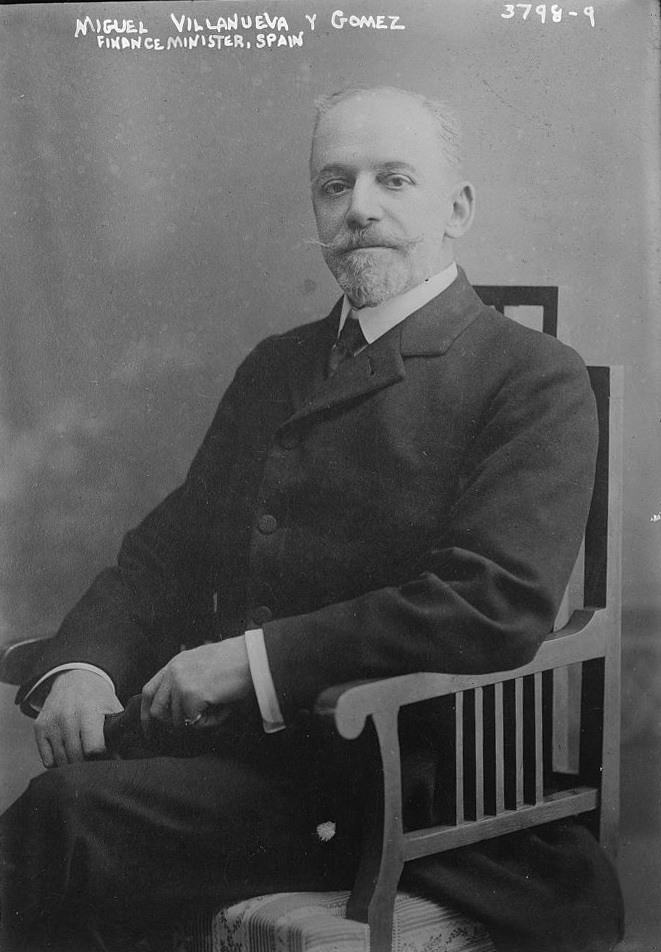
Miguel Villanueva i Gómez, 1915

Entre els membres dels defenestrats partits del torn que es van enfrontar a la Dictadura cal destacar-ne el conservador José Sánchez Guerra, que, tal com havia promès, es va exiliar d'Espanya quan el setembre 1927 es va convocar l'Assemblea Nacional Consultiva. Sánchez Guerra, des de l'exili, va començar a promoure una conspiració cívica i militar per posar fi a la Dictadura. El seu enllaç a l'interior era el liberal Miguel Villanueva —ministre de l'últim govern constitucional del regnat d'Alfons XIII—, tresorer del complot i director de l'autodenominada "Junta Central Revolucionària" formada per membres dels partits del torn, conservadors i liberals.
En principi el que volien Sánchez Guerra i Villanueva era retornar la Constitució de 1876 i formar un nou govern que podria ser presidit per un general, probablement Dámaso Berenguer, cap de la Casa Militar d'Alfons XIII. Segons l'historiador Eduardo González Calleja, l'elecció de Berenguer "pot entendre's com un indici de la connivència més que probable del rei, les divergències del qual amb el dictador, notòries des de feia temps, s'havien accentuat després del pas del Rubicón que suposaven la formació del Directori civil, la constitució de la Unió Patriòtica com a partit del Govern i els primers passos per a la implantació d'un nou sistema parlamentari i constitucional". Però finalment l'objectiu del cop seria la convocatòria de Corts Constituents, amb el que van aconseguir el suport dels partits republicans. Sánchez Guerra, també va atreure els partits nacionalistes catalans a través de Lluís Companys, que va impulsar el Comitè Revolucionari de Catalunya, en el qual també s'hi van integrar els cenetistes.
El 14 de gener de 1929 es va signar l'acord de constitució d'un Comitè Revolucionari compost per tres membres: un militar (probablement, el general Eduardo López Ochoa), un monàrquic (el propi Sánchez Guerra) i un republicà (Alejandro Lerroux, proposat per Santiago Alba). Al programa polític de la plataforma s'hi va introduir un nou element de gran transcendència: que la convocatòria de Corts Constituents, seria precedida de l'allunyament d'Espanya d'Alfons XIII, i que se celebraria un referèndum per decidir la forma de govern, si monarquia o república.

## L'intent de cop d'Estat i la repressió posterior

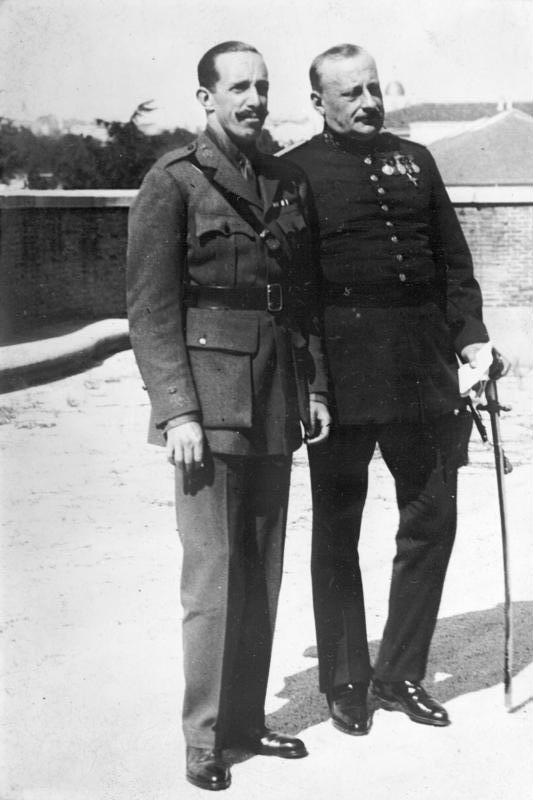
El rei Alfons XIII i el dictador Miguel Primo de Rivera.

Segons el pla dissenyat pels conspiradors, el cop començaria a València, lloc on desembarcaria Sánchez Guerra a la matinada del 29 de gener de 1929. A continuació es proclamaria la vaga general insurreccional. Vint-i-quatre hores després s'alçarien les unitats militars compromeses de Madrid, que detindrien al rei i a Primo de Rivera. Alfons XIII seria expulsat del país i el Govern Provisional, presidit a València per Sánchez Guerra, convocaria eleccions a les corts constituents. Però el pla va fallar perquè les forces d'artilleria de Ciudad Real es van revoltar abans del que s'havia dit, la nit del 28 al 29, i perquè Sánchez Guerra, després d'un accidentat desembarcament a València, no va obtenir els suport que esperava.
La reacció de Primo de Rivera a l'intent de cop d'estat va ser la d'accentuar el caràcter repressiu de la seva dictadura. El general Sanjurjo, cap de la Guàrdia Civil, va ser enviat a València amb plens poders per restablir l'ordre. Es va aprovar un decret que conferia al govern la facultat de destituir, exiliar o suspendre de sou a qualsevol funcionari que es manifestés hostil al règim. A més es va obligar tots els diaris del país a posar a la disposició del govern una sisena part de l'espai de les seves publicacions. També en van clausurar els centres culturals i socials on acostumaven a reunir-se els grups d'oposició a la Dictadura. D'altra banda, per allunyar les males idees, es va obligar els oficials de l'exèrcit i als soldats a assistir a conferències especials sobre la disciplina militar en les quals se'ls va explicar el «deure suprem de no barrejar mai el nom de la pàtria amb accions sedicioses de caràcter polític». Finalment, Primo de Rivera va decretar la dissolució total del Cos d'Artilleria, adduint que hi havia «brots de bolxevisme» i que s'havia infligit a la nació un «dany difícilment reparable». Aquesta última decisió va provocar un nou enfrontament amb el rei, que era partidari del perdó dels militars implicats.

### Els consells de guerra i les conseqüències que varen tenir
Els artillers de Ciudad Real van passar per un consell de guerra però, com ha assenyalat Eduardo González Calleja, en aquest "va evidenciar-se que l'exèrcit començava a retirar el seu suport a Primo, ja que els vots particulars d'alguns vocals van pressionar perquè el capità general de la Primera Regió (el general Navarro) optés per la clemència. La causa va passar al Consell Suprem General Militar, que va anul·lar les sentències de pena de mort i cadena perpètua, i va rebaixar-ne la resta".
Sánchez Guerra també va sotmetre's a un consell de guerra el 28 d'octubre de 1929, però va ser absolt. Això, segons González Calleja "va confirmar la licitud d'un acte de resistència contra un règim il·legítim d'origen i exercici, i va ser interpretat per l'opinió com un evident acte de censura de l'Exèrcit a Primo". Una valoració similar és la que fa Shlomo Ben Ami: "El judici en què Sánchez Guerra va ser absolt per un consell de guerra, compost per sis generals, equivalia al reconeixement que la rebel·lió contra un govern inconstitucional no era punible. Que un tribunal militar dictés aquest veredicte resultava un mal auguri per al dictador".
Així, com ha destacat l'historiador israelià Shlomo Ben-Ami, la "detenció i posterior procés [de Sánchez Guerra] van sacsejar els fonaments de la dictadura i el tron" i "Sánchez Guerra va infligir un cop greu al règim, no tant com a dirigent d'una rebel·lió de farsa sinó com a màrtir de la lluita contra l'absolutisme". Pobre canceller de ferro, se t'ha esgotat la sort, deia un fullet clandestí difós després de la detenció de Sánchez Guerra. A més, l'episodi va fer comprendre al rei "que, si no es deslliurava del dictador, l'erosió de la posició de la monarquia, fins i tot en zones tradicionalment lleials, es convertiria en un fenomen irreversible".

Segons l'historiador Eduardo González Calleja,
| « | El moviment d'en Sánchez Guerra va marcar el principi de la fi de la monarquia. Va accelerar la defecció dels partits històrics i va atraure homes clau cap a la banda antidinàstica en una hipotètica normalització política, como Villanueva, Álvarez, Bergamín, Burgos y Mazo o Alba. A partir del fracàs de la nova proposta insurreccional de superació de la Dictadura, el debat constituent s'ampliava sense remei al titular del tron i a la viabilitat del règim monàrquic en conjunt. | » |